# Lachaussée
Lachaussée és un municipi francès situat al departament del Mosa i a la regió del Gran Est. L'any 2007 tenia 244 habitants.

## Demografia

### Població
El 2007 la població de fet de Lachaussée era de 244 persones. Hi havia 109 famílies, de les quals 56 eren unipersonals (34 homes vivint sols i 22 dones vivint soles), 19 parelles sense fills, 30 parelles amb fills i 4 famílies monoparentals amb fills.
La població ha evolucionat segons el següent gràfic:
Habitants censats

### Habitatges
El 2007 hi havia 134 habitatges, 115 eren l'habitatge principal de la família, 12 eren segones residències i 7 estaven desocupats. 100 eren cases i 19 eren apartaments. Dels 115 habitatges principals, 77 estaven ocupats pels seus propietaris, 35 estaven llogats i ocupats pels llogaters i 2 estaven cedits a títol gratuït; 10 tenien una cambra, 7 en tenien dues, 18 en tenien tres, 20 en tenien quatre i 61 en tenien cinc o més. 83 habitatges disposaven pel capbaix d'una plaça de pàrquing. A 57 habitatges hi havia un automòbil i a 38 n'hi havia dos o més.

### Piràmide de població
La piràmide de població per edats i sexe el 2009 era:
| Homes | Edats   | Dones |
| ----- | ------- | ----- |
| 0     | 95 o +  | 0     |
| 0     | 90 a 94 | 0     |
| 4     | 85 a 89 | 0     |
| 0     | 80 a 84 | 0     |
| 4     | 75 a 79 | 12    |
| 0     | 70 a 74 | 8     |
| 8     | 65 a 69 | 4     |
| 4     | 60 a 64 | 8     |
| 8     | 55 a 59 | 0     |
| 12    | 50 a 54 | 16    |
| 8     | 45 a 49 | 0     |
| 16    | 40 a 44 | 12    |
| 16    | 35 a 39 | 20    |
| 12    | 30 a 34 | 8     |
| 4     | 25 a 29 | 0     |
| 12    | 20 a 24 | 4     |
| 12    | 15 a 19 | 12    |
| 8     | 10 a 14 | 20    |
| 8     | 5 a 9   | 4     |
| 0     | 0 a 4   | 8     |

## Economia
El 2007 la població en edat de treballar era de 165 persones, 126 eren actives i 39 eren inactives. De les 126 persones actives 115 estaven ocupades (70 homes i 45 dones) i 11 estaven aturades (4 homes i 7 dones). De les 39 persones inactives 19 estaven jubilades, 9 estaven estudiant i 11 estaven classificades com a «altres inactius».

### Ingressos
El 2009 a Lachaussée hi havia 115 unitats fiscals que integraven 269 persones, la mediana anual d'ingressos fiscals per persona era de 15.977 €.

### Activitats econòmiques
Dels 9 establiments que hi havia el 2007, 4 eren d'empreses de construcció, 1 d'una empresa de comerç i reparació d'automòbils, 2 d'empreses de transport, 1 d'una empresa d'informació i comunicació i 1 d'una empresa de serveis.
Els 3 serveis als particulars que hi havia el 2009 eren lampisteries.
L'any 2000 a Lachaussée hi havia 12 explotacions agrícoles.

## Poblacions més properes
El següent diagrama mostra les poblacions més properes.